# Karl-Erik Djusberg
Karl-Erik Djusberg, född 28 april 1927 i Hofors församling, död 7 maj 2017 i Stockholm, var en svensk ishockeyspelare.
Djusberg representerade under sin karriär Gävle GIK, Ludvika FFI och Fagersta AIK. Han spelade 11 A-landskamper för Sverige.